# Arheologija podataka
Arheologija podataka ili digitalna arheologija je umetnost spašavanja enkriptovanih ili drugačije izmenjenih podataka sa medija koji se u sadašnjem trenutku više ne koriste. Arheologija podataka nekada je vezana za postupak spašavanja podataka digitalnih medija nakon prirodne katastrofe.
Termin se prvi put pojavio 1993. godine u okviru projekta GODAR (engl. Global Oceanographic Data Archaeology and Rescue Project). Arheologija podataka je prvi put izvedena nad meteorološkim podacima smeštenim na trake. Podaci su sadržali slike Arktika koje je septembra 1966. godine napravio satelit Nimbus 2 čiji je sadržaj dalje trebalo dešifrovati kako bi podaci bili upotrebljeni na modernom softveru u daljem istraživanju klimatskih promena na Zemlji.
Kao pojam arheologija podataka se često vezuje za spašavanje podataka sa arhaičnih traka iz 60-tih kako bi se podaci sa istih upotrebili na modernim računarima. Arheologija se tako razlikuje od spašavanja podataka gde spasene podatke nije bitno razumeti.

## Literatura
- O'Donnell, James Joseph.  Avatars of the Word:  From Papyrus to Cyperspace  Harvard University Press, 1998.
- Ross, Seamus and Gow, Ann. “Digital Archaeology: Rescuing Neglected and Damaged Data Resources” Library Information Technology Centre, 1999.